# Покладов Андрій Євгенович
Андрі́й Євге́нович Покладов (9 жовтня 1972, Надим, Тюменська область — 19 лютого 2015, Чорнухине, Луганська область) — старший лейтенант Збройних сил України, командир зенітної батареї 15-го окремого гірсько-піхотного батальйону 128-ї окремої гірсько-піхотної бригади, в/ч ПП В 4742, учасник російсько-української війни.

## Короткий життєпис
Закінчив Кременчуцьку ЗОШ № 20, після чого навчався в СПТУ-22 (1989 - 1990), Криворізькому авіаційно-технічному коледжі (1990 - 1993), Кременчуцькому інституті економіки та нових технологій (1994 - 2000),Кременчуцький національний університет імені Михайла Остроградського.
Працював начальником відділу збуту приватного підприємства, економістом, брокером, наладчиком агрегатних верстатів, автослюсарем, директором по виробництву приватного підприємства.
Проходив аспірантуру при Кременчуцькому національному університеті імені Михайла Остроградського, кандидатську дисертацію писав по темі - технологія очищення води.
Працював у Кременчуцькому льотному коледжі, в бизнесі, на виробництві та в АСМБР.
19.03.2014 добровольцем пішов захищати Україну. В зоні АТО з 10 листопада 2014 р. Під час війни — командир зенітної батареї, 15-й окремий гірсько-піхотний батальйон.
Загинув 19 лютого 2015-го під час боїв за Дебальцеве при відході із Чорнухиного. Тіло Покладова знайшов терорист та подзвонив його дружині та заявив, що її чоловіка вбито. Жінка попрохала дати прикмети загиблого, і той описав зріст, татуювання на руці та речі з кишень.
Похований 4 березня 2015-го у Кременчуці на Свіштовському кладовищі на алеї Героїв АТО .
Вдома залишилася дружина.

## Нагороди
За особисту мужність і героїзм, виявлені у захисті державного суверенітету та територіальної цілісності України, вірність військовій присязі під час російсько-української війни
- Нагороджений орденом Богдана Хмельницького ІІІ ступеня (4 червня 2015 року, посмертно)[2]
- Рішенням Полтавської обласної ради від 21 жовтня 2015 р. нагороджений відзнакою "За вірність народу України" І ступеня (посмертно).[3]

## Вшанування пам'яті
- 14 жовтня 2015 року на будинку, де мешкав А.Є. Покладов, була відкрита меморіальна дошка.[4][5]
- Рішенням позачергової сесії міської ради та розпорядженням виконкому вулиця Карла Маркса перейменована у вулицю Лейтенанта Покладова.[6]
- 25 березня 2016 року на будівлі ЗОШ № 20, яку закінчив А.Є. Покладов, зліва від центрального входу, була відкрита меморіальна дошка.[7]